# U-20 (1912)
SM U-20 — немецкая подводная лодка типа U-19, построенная для немецкого военно-морского флота. Спущена на воду 18 декабря 1912 года и введена в эксплуатацию 5 августа 1913 года. Во время Первой мировой войны она курсировала в прибрежных водах Британских островов. U-20 стала знаменита после потопления ею британского пассажирского лайнера «Лузитания» 7 мая 1915 года, последствия чего резко изменили ход Первой мировой войны.

## Карьера
7 мая 1915 года, U-20 под командованием капитана Вальтера Швигера патрулировала южное побережье Ирландии. Примерно в 13:40 Швигер увидел в перископ приближающееся судно. Швигер отметил, что судно имело 4 трубы и 2 мачты, и принял решение атаковать его. Выпущенная торпеда попала в правый борт судна, оказавшегося британским лайнером «Лузитания», под капитанский мостик. После взрыва торпеды лайнер был разрушен вторым взрывом в носовой части судна, возможно вызванным угольной пылью, боеприпасами в трюме или взрывом котла. Взрыв был настолько мощным, что даже Швигер был этим сильно удивлен, хотя категорически отрицал запуск второй торпеды. «Лузитания» затонула за 18 минут, унеся с собой 1198 жизней. Через 15 минут после выстрела торпеды, Швигер приказал погрузиться на 25 метров и покинуть этот район.
Прежде чем подлодка успела вернуться в доки Вильгельмсхафена для заправки и пополнения запасов, граждане США уже инициировали протесты в Берлине против такого вероломного поступка немцев, потопивших «Лузитанию». Кайзер Вильгельм II опасался, что США могут вмешаться в войну, поэтому в июне 1915 года он потребовал от ВМФ Германии, чтобы впредь все пассажирские лайнеры были оставлены в покое.
4 сентября 1915 года U-20 патрулировала море на расстояние 85 миль от Фастнет Рок на юге Ирландского моря. Эта база была одной из ключевых навигационных точек в западном океане, любые суда приходящие и уходящие в Ирландское море, находились в пределах визуального контакта. Когда начала работать новая внешняя граница, из Ливерпуля в Квебек и Монреаль начали курсировать госпитальные суда, на борту которых находились стратегические грузы и около 800 пассажиров. U-20 напала на пассажирский лайнер именно в этом районе, рядом с ориентирным островком в северной Атлантике, у юго-западного побережья Ирландии. «История Великой войны: торговый флот, том II» Путема Херда гласит:
«Только за несколько дней до того, как граф Бернсдорф, посол Германии, заверил правительство Соединенных Штатов, что пассажирские лайнеры не будут потоплены без предупреждения и без обеспечения безопасности на борту, при условии, что лайнеры не попытаются бежать или станут сопротивляться».
На этот раз, Швигеру был положен официальный выговор после его возвращения в Вильгельмсхафен. Ему было приказано явиться в Берлин, он должен был извиниться за то, что потопил ещё один пассажирский лайнер и нарушил приказ не делать этого снова. Но Швигер был прощён, он получил высшую награду Германии, потопив к тому времени судов общим тоннажем 190 000 тонн.

## Гибель
4 ноября 1916 года U-20 оставлена на датском побережье на координатах 56°33′ с. ш. 08°08′ в. д.. Уничтожена (взорвана) экипажем на следующий день.

## Открытие
Писатель Клайв Касслер утверждает, что Национальное подводное морское агентство (NUMA) нашло остатки U-20 в 1984 году.